# Chus Lampreave

Medalla de Oro al Mérito en las Bellas Artes, recibida en 2001.

María Jesús Lampreave Pérez, conocida como Chus Lampreave (Madrid, 11 de diciembre de 1930-Almería, 4 de abril de 2016) fue una actriz española.

## Biografía
Aunque nunca tuvo vocación de actriz, fue una de las más reconocidas y apreciadas del cine español, especialista en papeles de actriz secundaria. Participó en más de setenta películas y numerosos trabajos en televisión, colaborando con los más importantes directores del país.

### Inicios: Armiñán, Ferreri y Berlanga
Tras cursar el bachillerato y movida por su gran afición a la pintura, ingresó en la Academia de Bellas Artes de San Fernando, donde coincidió con el futuro pintor de éxito Antonio López. Por medio de Jaime de Armiñán, en 1958, Chus hizo su debut como actriz en televisión. Sus comienzos en el cine fueron de la mano de Marco Ferreri en los filmes hoy clásicos El pisito y El cochecito, y con Luis García Berlanga, con quien trabajó después en películas tan emblemáticas como El verdugo y en la trilogía Nacional: La escopeta nacional, Patrimonio nacional y Nacional III. Otros filmes de su primera etapa son Mi querida señorita y El amor del capitán Brando de Jaime de Armiñán.

### Años 1980: Almodóvar, Trueba...
Pero los mayores éxitos le iban a llegar en la década de 1980 y de la mano del director Pedro Almodóvar. Si bien rechazó papeles en Pepi, Luci, Bom y otras chicas del montón y en Laberinto de pasiones, Lampreave accedió a participar en Entre tinieblas (1983), y a partir de entonces colaboró en casi todos los filmes de Almodóvar: ¿Qué he hecho yo para merecer esto? (1984), Matador (1986), Mujeres al borde de un ataque de nervios (1988), La flor de mi secreto (1995), Hable con ella (2002), Volver (2006), Los abrazos rotos (2009)... Cabe destacar que fue la única actriz que trabajó con el manchego con regularidad a lo largo de toda su filmografía.
Actuó también para Fernando Trueba, en Sé infiel y no mires con quién (1985) y en El año de las luces (1986), aquí con un papel que supone la primera de sus seis candidaturas al Premio Goya. Especializada en personajes ingenuos o despistados, adquirió mayor protagonismo en Espérame en el cielo (Antonio Mercero, 1988). Renovó su complicidad con Berlanga participando en Moros y cristianos (1987) y Todos a la cárcel (1994). 
Su historial incluye otros títulos tan populares como Teresa de Jesús (1984) de Josefina Molina, Epílogo de Gonzalo Suárez, Amanece, que no es poco (1988) de José Luis Cuerda y Bajarse al moro (1989) de Fernando Colomo.

### Últimos trabajos
Volvió a colaborar con Trueba en Belle Époque (1992), película ganadora del Óscar a la mejor película de habla no inglesa y por la que Chus obtuvo el Goya a la mejor actriz de reparto. Actriz y director repitieron colaboración en El artista y la modelo (2012).
Siguió participando en filmes de gran aceptación popular hasta sus últimos años. En 1998 tuvo un papel destacado (como madre del coprotagonista, Javier Cámara) en la comedia Torrente, el brazo tonto de la ley, de Santiago Segura, cuyo enorme éxito de taquilla daría origen a una larga y lucrativa saga sobre el pintoresco personaje de José Luis Torrente. Lampreave retomaría dicho papel en 2014 en Torrente 5: Operación Eurovegas. También tuvo un papel en la exitosa comedia Fuera de carta (2008) de Nacho García Velilla y grabó diversos anuncios publicitarios. 
En 2001 el Gobierno de España le concedió la Medalla de Oro al mérito en las Bellas Artes.
La actriz falleció el 4 de abril de 2016 en Almería. Su cuerpo fue incinerado al día siguiente.

## Vida privada
Su marido fue Eusebio Moreno de los Ríos (fallecido el 2 de julio de 2015). Tuvieron dos hijos: Diego y Laura (nacida en 1963 y fallecida en noviembre de 1996 a los 33 años tras una grave enfermedad).

## Filmografía (selección)
| Año  | Película                                 | Director                 |
| ---- | ---------------------------------------- | ------------------------ |
| 1958 | El pisito                                | Marco Ferreri            |
| 1960 | El cochecito                             | Marco Ferreri            |
| 1963 | El verdugo                               | Luis García Berlanga     |
| 1963 | La becerrada                             | José María Forqué        |
| 1971 | Mi querida señorita                      | Jaime de Armiñán         |
| 1974 | El amor del capitán Brando               | Jaime de Armiñán         |
| 1976 | Colorín colorado                         | José Luis García Sánchez |
| 1977 | La escopeta nacional                     | Luis García Berlanga     |
| 1981 | Patrimonio nacional                      | Luis García Berlanga     |
| 1982 | Nacional III                             | Luis García Berlanga     |
| 1983 | Total                                    | José Luis Cuerda         |
| 1983 | Entre tinieblas                          | Pedro Almodóvar          |
| 1984 | ¿Qué he hecho yo para merecer esto?      | Pedro Almodóvar          |
| 1985 | Sé infiel y no mires con quién           | Fernando Trueba          |
| 1985 | Lulú de noche                            | Emilio Martínez Lázaro   |
| 1986 | Matador                                  | Pedro Almodóvar          |
| 1986 | El año de las luces                      | Fernando Trueba          |
| 1987 | La vida alegre                           | Fernando Colomo          |
| 1987 | Moros y cristianos                       | Luis García Berlanga     |
| 1987 | El pecador impecable                     | Augusto Martínez Torres  |
| 1988 | Espérame en el cielo                     | Antonio Mercero          |
| 1988 | Mujeres al borde de un ataque de nervios | Pedro Almodóvar          |
| 1988 | Miss Caribe                              | Fernando Colomo          |
| 1989 | Amanece, que no es poco                  | José Luis Cuerda         |
| 1989 | Bajarse al moro                          | Fernando Colomo          |
| 1992 | Belle Époque                             | Fernando Trueba          |
| 1992 | Supernova                                | Juan Miñón               |
| 1994 | Todos a la cárcel                        | Luis García Berlanga     |
| 1995 | Siete mil días juntos                    | Fernando Fernán Gómez    |
| 1995 | Así en el cielo como en la tierra        | José Luis Cuerda         |
| 1995 | La flor de mi secreto                    | Pedro Almodóvar          |
| 1998 | Torrente, el brazo tonto de la ley       | Santiago Segura          |
| 1998 | Una pareja perfecta                      | Francesc Betriu          |
| 2002 | El florido pensil                        | Juan José Porto          |
| 2002 | Hable con ella                           | Pedro Almodóvar          |
| 2003 | Atraco a las 3... y media                | Raúl Marchand Sánchez    |
| 2004 | Di que sí                                | Juan Calvo               |
| 2006 | Volver                                   | Pedro Almodóvar          |
| 2008 | Fuera de carta                           | Nacho G. Velilla         |
| 2009 | Los abrazos rotos                        | Pedro Almodóvar          |
| 2012 | El artista y la modelo                   | Fernando Trueba          |
| 2014 | Torrente 5: Operación Eurovegas          | Santiago Segura          |

## Televisión
- 1971: Las doce caras de Eva, serie de televisión.
- 1973 - Tres eran tres, serie de televisión.
- 1985 - Los Pazos de Ulloa, serie de televisión.
- 1990 - La mujer de tu vida: La mujer inesperada, serie de televisión.
- 1990-1991 -  Eva y Adán, agencia matrimonial, serie de televisión.
- 1995-1997 - Lo + Plus, programa de televisión.
- 1998 - Hermanas, serie de televisión.
- 2012 - Fenómenos, serie de televisión.

## Premios y candidaturas
Festival Internacional de Cine de Cannes
| Año  | Categoría    | Película | Resultado |
| ---- | ------------ | -------- | --------- |
| 2006 | Mejor actriz | Volver   | Ganadora  |

Premios Goya
| Año  | Categoría                                | Película               | Resultado |
| ---- | ---------------------------------------- | ---------------------- | --------- |
| 1986 | Mejor interpretación femenina de reparto | El año de las luces    | Nominada  |
| 1988 | Mejor interpretación femenina de reparto | Espérame en el cielo   | Nominada  |
| 1989 | Mejor interpretación femenina de reparto | Bajarse al moro        | Nominada  |
| 1992 | Mejor interpretación femenina de reparto | Belle Époque           | Ganadora  |
| 1995 | Mejor interpretación femenina de reparto | La flor de mi secreto  | Nominada  |
| 2012 | Mejor interpretación femenina de reparto | El artista y la modelo | Nominada  |

Fotogramas de Plata
| Año  | Categoría                  | Trabajo                                                                   | Resultado     |
| ---- | -------------------------- | ------------------------------------------------------------------------- | ------------- |
| 1984 | Mejor actriz de cine       | ¿Qué he hecho yo para merecer esto?                                       | Nominada      |
| 1986 | Mejor actriz de cine       | El año de las luces Lulú de noche Matador                                 | Nominada      |
| 1988 | Mejor actriz de cine       | Espérame en el cielo Miss Caribe Mujeres al borde de un ataque de nervios | Nominada      |
| 1990 | Mejor actriz de televisión | Eva y Adán, agencia matrimonial                                           | Nominada      |
| 1993 | Mejor actriz de televisión | ¿De parte de quién?                                                       | Semifinalista |
| 2005 | Toda una vida              | Toda una vida                                                             | Ganadora      |

Premios de la Unión de Actores
| Año  | Categoría                               | Película               | Resultado |
| ---- | --------------------------------------- | ---------------------- | --------- |
| 1995 | Mejor interpretación secundaria de cine | La flor de mi secreto  | Nominada  |
| 2006 | Mejor actriz de reparto de cine         | Volver                 | Ganadora  |
| 2008 | Mejor actriz secundaria de cine         | Fuera de carta         | Nominada  |
| 2012 | Mejor actriz secundaria de cine         | El artista y la modelo | Nominada  |